# 斯托本縣 (紐約州)
斯托本縣（英語：Steuben County）是美国纽约州西南部的一個縣，南鄰宾夕法尼亚州，面積3,637平方公里。根據2020年美國人口普查，共有人口93,584人。縣治巴斯村。該縣成立於1772年3月12日，縣名紀念普魯士的斯托本男爵。